# .gw
.gw — в Інтернеті, національний домен верхнього рівня (ccTLD) для Гвінеї-Бісау.